# Futuristic Polar Bears
Futuristic Polar Bears es un dúo de DJs británicos formado en Londres en 2010. Inicialmente formados por tres miembros Rhys Buckley, Fran Cosgrave y Luke Hayes. Este último abandonó la banda en 2018. Son conocidos por su sencillo “Back to Earth” lanzado en 2014.
Desde entonces, el trío ha realizado muchos singles, y ha creado para discográficas como Spinnin', Revealed o Harem Records, la discográfica del dúo canadiense Sultan & Shepard.

## Ranking DJ Mag
| DJ                     | 2018 |
| ---------------------- | ---- |
| Futuristic Polar Bears | 113  |

## Discografía

### Sencillos
- 2013: Drift (con East & Young) [Strictly Rhythm]
- 2013: Never Give Up [Pacha Recordings]
- 2013: All Night Long [Klass Action]
- 2013: Thundergod (con Danny Howard) [Carrillo Music]
- 2014: Back To Earth [Revealed Recordings]
- 2014: Tomorrow Is Now [Mutants]
- 2014: Game Over [Harem Records]
- 2014: Vargo (con Danny Howard) [Spinnin' Records]
- 2014: Romani (con Danny Howard) [Spinnin' Records]
- 2014: Taurus (con Thomas Newson) [Revealed Recordings]
- 2015: The Ride [Starter Records]
- 2015: Manila (con Sultan + Shepard) [Harem Records]
- 2015: Gaia (Magnificence Edit) (con Wayne & Woods) [Zerothree Records]
- 2015: Velocity (con Henry Fong) [Revealed Recordings]
- 2015: Night Vision [Armada Trice]
- 2015: Shake It Off (con Kill The Buzz) [Revealed Recordings]
- 2015: BYOS (con Sandro Silva) [Armada Music]
- 2015: Why (con D.O.D) [Wall Recordings]
- 2016: Cupid's Casualty (junto a Mark Sixma con Amba Sheperd) [Armada Music]
- 2016: Lynx (con Maddix) [Revealed Recordings]
- 2016: Kali (con Qulinez) [Armada Music]
- 2016: Café del Mar 2016 (Dimitri Vegas & Like Mike) (con MATTN) [Smash The House]
- 2016: Café del Mar 2016 (Dimitri Vegas & Like Mike vs. Klaas Edit) (con MATTN) [Smash The House]
- 2017: Grizzly (con Dimitri Vangelis & Wyman) [Buce Records]
- 2017: Cactus (junto a Wolfpack con X-Tof) [Smash The House]
- 2017: Destiny (junto a Wolfpack con Shurakano) [Smash The House]
- 2017: In My Dreams (con Jonathan Mendelsohn) [Knight Vision]
- 2018: Are Am Eye (con KEVU) [Smash The House]
- 2018: Can't Get Over You (con Syon) [Moon Records]
- 2018: Running Wild (junto a Yves V con PollyAnna) [Spinnin' Records]
- 2018: Derb (con Wolfpack) [Smash The House]
- 2018: Moksha (con Wolfpack) [CMMD Records][3]
- 2018: Throne (con MATTN & Olly James) [Smash The House][4]
- 2018: Aventus [Maxximize][5]
- 2018: I Can't Do It (feat. Kess Ross) [Protocol Recordings][6]
- 2018: Acid Drop (con Dimitri Vangelis & Wyman) [Buce Records]
- 2019: Selecta (con Diego Miranda & Slamtype) [CMMD Records]
- 2019: Scars (con Vanto & DJ Junior (TW)) [CMMD Records]
- 2019: CNTRL (con DJ Junior, Mylok y LoveLetters) [CMMD Records]
- 2019: Favourite DJ (feat. Kess Ross) [Sirup Music]
- 2019: Odyssey (con ANGEMI) [Maxximize]
- 2019: You & Me [Protocol Recordings]
- 2019: Madness (con MR.BLACK) [Revealed Recordings]
- 2019: Shiva (con DJ Yaksa, Bustarow y LoveLetters) [CMMD Records]
- 2019: Obliviate (con Cuebrick y Angie Vu Ha) [CMMD Records]
- 2019: Gypsy (con Mariana BO y MR.BLACK) [Dharma WMG]
- 2020: After Party (con LeNerd y LoveLetters) [CMMD Records]
- 2020: Better Than This (con Franky y Frances Wood) [Protocol Recordings]
- 2020: Faith (feat. LUX) [Protocol Recordings]
- 2020: Nebula (con REGGIO y LoveLetters) [CMMD Records]
- 2020: With Your Love (con Jaxx & Vega) [Revealed Recordings]
- 2020: Horns Of Fire (con Jesus Davila) [CMMD Records]
- 2020: Run Away (con Bassjackers y Jaxx & Vega) [Smash The House]
- 2020: Lord Of The Rave (con Wolfpack y Nick Havsen) [Generation Smash]
- 2020: Wait For You (con Kess Ross y Robbie Rosen) (Gemstone Records]
- 2020: Rave Anthem (con REGGIO) [Revealed Recordings]
- 2021: Aura (con Corey James ft. MØØNE) [Protocol Recordings]
- 2021: United We Stand (con Justin Prime) [CMMD Records]
- 2021: Addiction (con Cuebrick y Angie Vu Ha feat. IIVES) [Maxximize]
- 2021: Mind Reader (con Sammy Boyle) [CMMD Records]

### Remixes
- 2013: Danny Howard & Futuristic Polar Bears - "Thundergod" (Festival Mix) [Carrillo Music]
- 2014: Tujamo & Plastik Funk ft. Sneakbo - "Dr. Who!" (Futuristic Polar Bears Remix) [Tiger Records]
- 2014: Divine Inspiration - "The Way (Put Your Hand In My Hand)" (Futuristic Polar Bears Remix) [Heat Recordings]
- 2014: Flaunt ft. Justin Jennings - "Dipped In Ecstasy (Codon)" (Futuristic Polar Bears Remix) [Anticodon]
- 2014: Idyll - "Paradisal" (Futuristic Polar Bears Remix) [Anticodon]
- 2014: Klaxons - There Is No Other Time (Futuristic Polar Bears) [Akashic Rekords]
- 2014: Benny Benassi ft. Gary Go - "Let This Last Forever" (Futuristic Polar Bears Remix)
- 2015: Marletron - "World Is Yours" (Futuristic Polar Bears Remix) [Monster Tunes]
- 2015: Silverland ft. Daisy Dance - "Penny's Falling" (Futuristic Polar Bears Remix) [RYAL Music]
- 2015: Igor Blaska ft. F-Ace - "Boo Boo Booty" (Futuristic Polar Bears Remix) [Future Soundz]
- 2016: Kreesha Turner, Sultan & Ned Shepard - "Bring Me Back" (Futuristic Polar Bears Remix) [Armada Music]
- 2016: Betsie Larkin - "We Are The Sound" (Futuristic Polar Bears Remix) [Magik Musik]
- 2016: Michael Canitrot - "Sucker For Your Love" (Futuristic Polar Bears Remix) [Warner Music Group]
- 2016: Olive - "You're Not Alone" (Futuristic Polar Bears ft. Amanda Wilson Edit) [Free Download]
- 2017: Jurgen Vries - "The Theme" (Futuristic Polar Bears Remix) [Armada Music]
- 2017: Igor Blaska feat. Yvan Franel & Vkee Madison - "Trash & Chic" (Futuristic Polar Bears Remix) [Future Soundz]
- 2017: MATTN and Magic Wand featuring Neisha Neshae - "Let The Song Play" (Futuristic Polar Bears Remix) [Smash The House]
- 2017: Morgan Page and Damon Sharpe featuring Stella Rio  - "Beautiful Disaster" (Futuristic Polar Bears Remix) [Armada Music]
- 2018: Dimitri Vegas & Like Mike and Steve Aoki vs. Ummet Ozcan - "Melody" (Futuristic Polar Bears Remix) [Free Download]
- 2018: Dimitri Vegas & Like Mike feat. Wolfpack - "Ocarina" (Futuristic Polar Bears Remix) [Free Download]
- 2018: Dimitri Vegas, Moguai & Like Mike - "Mammoth" (Futuristic Polar Bears Remix) [Free Download]
- 2018: Regi - "Ellie" (Futuristic Polar Bears Remix) [CNR Music Belgium][7]
- 2018: Peyton - "Jericho" (Futuristic Polar Bears Remix) [Peyton Music]
- 2018: Brainbug - "Nightmare" (Futuristic Polar Bears Remix) [Free Download]
- 2018: Oxia - "Domino" (Futuristic Polar Bears Remix) [Free Download]
- 2019: Wolfpack & 22 Bullets - "We Got This" (Futuristic Polar Bears Edit) [CMMD Records]
- 2019: Wolfpack & Vinny ft. Joshua Kane - "Be Strong" (Futuristic Polar Bears Remix) [BIP Records]
- 2020: Qulinez - "El Toro" (Futuristic Polar Bears Club Remix) [TurnItUp Muzik]
- 2020: Krewella ft. Asim Azhar - "Paradise" (Futuristic Polar Bears Remix) [Mixed Kids Records]
- 2020: Angie Vu Ha - "Utah" (Futuristic Polar Bears & LoveLetters Club Mix) [Carrillo Music]
- 2020: Jerry Davila ft. Richie Loop - "Celebrate" (Futuristic Polar Bears + Jerry Davila & DJ Pelos Remix) [CMMD Records]
- 2020: Nicky Romero & SICK INDIVIDUALS ft. XIRA - "Only For You" (Futuristic Polar Bears Remix)